# Persillerod
Persillerod (Petroselinum crispum var. tuberosum) er en hvid rodfrugt, som minder om en pastinak.

## Gastronomi
Denne artikel bør gennemlæses af en person med fagkendskab for at sikre den faglige korrekthed.
    dette afsnit

Man spiser primært[kilde mangler] roden, som kan udskæres i stave, skiver eller tern og steges eller koges, fx til mos. Skåret i små tern er persillerod oplagt til lasagne og chili con carne samt chili sin carne og andre vegetarretter. Bladene bruges i lighed med persilleblade som kryddeurt.